# ساغیرلی (بیات)
ساغیرلی (به ترکی استانبولی: Sağırlı) یک منطقهٔ مسکونی در ترکیه است که در بیات (افیون قره‌حصار) واقع شده‌است.